# Strategie (Spieltheorie)
Unter einer Strategie eines Spielers versteht man in der Spieltheorie einen vollständigen Plan darüber, wie sich der Spieler in jeder denkbaren Spielsituation verhalten wird. Durch die Strategie wird also das Spielverhalten eines Spielers vollständig beschrieben.

## Beispiele
1. Beim Spiel „Schere, Stein, Papier“ lässt sich das Verhalten eines Spielers vollständig beschreiben, indem man angibt, welches Symbol er wählt. Jeder Spieler hat also genau die drei möglichen Strategien „Schere“, „Stein“ und „Papier“.
2. Um die Strategie eines Spielers im Schachspiel anzugeben, müsste man festlegen, wie sich der Spieler in jedem Spielzug in Reaktion auf alle bis dahin möglichen Spielverläufe verhalten würde. Eine Strategie des weißen Spielers wäre also in folgender Art anzugeben: „Spiele zuerst x1; wenn du x1 gezogen hast und schwarz dann y11 zieht, ziehe im zweiten Zug x11; wenn du x1 gezogen hast und schwarz y12 zieht, ziehe x12; wenn usw.; …; wenn du x2 gezogen hättest und schwarz y21, ziehe x21; …; wenn du x1 gezogen hast, schwarz y11 gezogen hat, du danach x11 und schwarz danach y111, ziehe danach x111“ usw. Man sieht, dass dies (außer bei „trivialen“ Strategien) praktisch nicht möglich ist. Zur theoretischen Analyse des Schachspiels (etwa um nachzuweisen, dass es für einen der beiden Spieler eine Strategie geben muss, mit der er nicht verliert), ist diese gedankliche Konstruktion jedoch durchaus sinnvoll.

## Strategienmenge, Spielverlauf, Normalform
Da die Strategie das Spielverhalten eines Spielers vollständig beschreibt, sind (in einem Spiel ohne zufällige äußere Faktoren, also z. B. ohne Würfeln) der Spielverlauf und damit die Auszahlungen der einzelnen Spieler festgelegt, wenn man weiß, welcher Spieler welche Strategie spielt. (In obigem Beispiel: Wissen wir, dass Spieler A „Stein“ und Spieler B „Papier“ spielt, so wissen wir, dass B gewinnen wird; spielen die beiden um einen Euro, so wird A einen Euro verlieren und B eine Auszahlung von einem Euro erhalten. Formal: Die Strategienkombination („Stein“, „Papier“) führt zum Auszahlungsvektor (−1, 1).)
Die Menge aller Strategien eines Spielers heißt Strategienmenge (häufig abgekürzt mit {\displaystyle \Sigma _{i}}, wobei {\displaystyle i} den Spieler bezeichnet). In obigem Beispiel „Schere, Stein, Papier“ sind die Strategienmengen aller Spieler gleich, nämlich
{\displaystyle \Sigma _{i}=\{{\mbox{Schere}},{\mbox{Stein}},{\mbox{Papier}}\}.}
Ein Spiel wie „Schere, Stein, Papier“, in dem alle Spieler einmal und gleichzeitig ziehen, lässt sich formal durch die Angabe der Strategienmengen für die einzelnen Spieler und der Auszahlungsfunktion, die für jede Strategienkombination die Auszahlungen festlegt, beschreiben. Ist ein Spiel auf diese Weise definiert, spricht man von einem Spiel in Normalform.
Ziehen die Spieler (wie z. B. beim Schachspiel) nicht gleichzeitig, ist eine derartige, einfache  Beschreibung häufig nicht ausreichend; man muss dann auf die Extensivform zurückgreifen. Da alle denkbaren Reaktionen der Mitspieler berücksichtigt werden müssen, können in solchen Spielen die Strategien sehr kompliziert sein.

## Reine und gemischte Strategien
Strenggenommen war bisher nur von reinen Strategien die Rede, d. h. von Strategien, bei denen sich jeder Spieler stets eindeutig für eine bestimmte Aktion entscheidet. Häufig haben Spiele in reinen Strategien allerdings keine Gleichgewichte. „Schere, Stein, Papier“ beispielsweise hat kein (Nash-)Gleichgewicht in reinen Strategien: Legte ein Spieler sich eindeutig auf ein Symbol fest (etwa „Papier“), würde der andere Spieler das bessere wählen (also hier „Schere“), was der erste antizipiert und sich deswegen eben nicht festlegen wird.
Einen Ausweg bieten hier gemischte Strategien, bei denen sich der Spieler nicht auf eine reine Strategie festlegt, sondern mehrere reine Strategien gemäß einer Wahrscheinlichkeitsverteilung mischt. Gemischte Strategien im Spiel „Schere, Stein, Papier“ wären (neben natürlich vielen anderen) etwa „wähle ‚Stein‘ und ‚Schere‘ jeweils mit Wahrscheinlichkeit 1/2“ oder „wähle ‚Schere‘, ‚Stein‘ und ‚Papier‘ jeweils mit Wahrscheinlichkeit 1/3“. Spielt man „Schere, Stein, Papier“ um einen festen Geldbetrag und wollen die Spieler ihre erwartete Auszahlung maximieren, so ergibt sich ein Gleichgewicht dadurch, dass beide Spieler diese „Drittel-Strategie“ spielen. Sobald einer der Spieler die Drittel-Strategie spielt, ist es für die erwartete Auszahlung egal, welche Strategie der andere Spieler wählt. Dagegen kann bei jeder anderen Strategie der Gegner eine Strategie wählen, die einen für ihn günstigeren Erwartungswert als die Drittel-Strategie liefert. Umgekehrt bedeutet dies für den Spieler, dass das Abweichen von der Drittel-Strategie für ihn einen Nachteil bedeutet, wenn es dem Gegner bekannt wird.

## Kontinuierliche Strategie
Ist die (unendliche) Menge der Aktionen (und somit der Strategien) eines Spielers in einem Spiel nicht abzählbar, spricht man von kontinuierlichen Strategien. Ein Beispiel könnte ein Spiel sein, in dem zwei Spieler eine Zahl aus den reellen Zahlen zwischen 0 und 1 wählen müssen, wobei der mit der größeren Zahl gewinnt. (Um die offensichtliche Wahl 1 hier auszuschließen, sei 1 in dem Spiel verboten.)
In Spielen mit kontinuierlichen Strategien wird das Spiel oft über sogenannte Reaktionsfunktionen charakterisiert. Das Nash-Gleichgewicht (also das Tupel, das aus den besten Antworten aller Spieler besteht) wird aus den Schnittpunkten der Reaktionsfunktionen der Spieler bestimmt.

## Strategien der Natur
Spiele mit nicht-deterministischen Elementen, sogenannte Spiele mit Zufallszügen (etwa Würfelspiele), lassen sich als strategische Spiele ohne Zufallszüge auffassen, an denen der Zufall (die Natur) teilnimmt und in denen dieser selbst eine gemischte Strategie spielt (ein Würfel würde also die Strategie „wähle jede Augenzahl mit Wahrscheinlichkeit 1/6“ spielen). Die „realen“ Spieler antizipieren diese Strategie der Natur bei ihren Entscheidungen. Im Unterschied zu einem „realen“ Spieler kann natürlich nicht davon ausgegangen werden, dass die Natur sich „strategisch“, d. h. rational verhält.